# 赤楠佛州節蜱
赤楠佛州節蜱（学名：Floracarus syzygiae）为節蜱科佛州節蜱屬下的一个种。